# Skała macierzysta
Skała macierzysta – pojęcie używane w naukach geologicznych i naukach o glebie.

## Geologia
W petrologii  termin ten oznacza protolit skały metamorficznej – skałę wyjściową.
W geologii naftowej określa się tak skałę zawierającą wystarczająco dużo kopalnej materii organicznej by, w wyniku procesów termokatalitycznych, zostały wygenerowane węglowodory, w tym ropa naftowa i gaz ziemny. Formacja skalna, która nie osiągnęła jeszcze wystarczającej dojrzałości termalnej do powstania węglowodorów jest nazywana potencjalną skałą macierzystą. Skała w której już wytworzyły się węglowodory jest nazywana jako efektywna skała macierzysta.

## Gleboznawstwo
W naukach o glebie skała macierzysta (określana również jako: materiał macierzysty, utwór macierzysty lub skała glebotwórcza) jest to podstawowy substrat, z którego powstaje gleba. Są to zwietrzałe utwory geologiczne stanowiące tworzywo, z którego, pod wpływem procesów glebotwórczych, powstają gleby. 
Ważniejsze materiały macierzyste gleb w Polsce to: 
- Skały magmowe

Skały magmowe głębinowe (granitoidy)
Skały magmowe wulkaniczne (bazalty, porfiry, andezyty)
- Skały metamorficzne (gnejsy, łupki łyszczykowe, zieleńce, amfibolity)
- Skały osadowe

Skały osadowe zwięzłe (piaskowce, łupki ilaste)
Skały węglanowe (wapienie i dolomity, margle)
Skały siarczanowe (gipsy)
Skały osadowe luźne (żwiry, piaski, lessy i utwory lessowate, gliny i iły)
Osady dennolodowcowe (morena denna) — gliny zwałowe
Osady czołowolodowcowe — materiały żwirowo-piaszczyste lub piaszczyste, rzadziej gliniaste.
Osady zastoiskowe — iły wstęgowe (warwowe)
Osady wodnolodowcowe (fluwioglacjalne, sandrowe) — piaski z domieszką żwirów
Osady akumulacji eolicznej — piaski wydmowe, lessy, utwory pyłowe Pogórza Karpackiego
Osady akumulacji wodnej — osady rzeczne (materiały fliwic), jeziomo-bagienne i bagienne
Materiałami macierzystymi gleb górskich często są pokrywy stokowe. W obszarach górskich, utwory zwietrzelinowe ulegały przemianom wynikającym z przemieszczania po stoku, tworząc różnej miąższości pokrywy osadów stokowych. Szczególnie intensywne ich tworzenie przypada na okres zlodowaceń. Do opisania pokryw zwietrzelinowoglebowych (tzw. glebopokryw) wymagane są szczegółowe badania przy użyciu metodyki geomorfologicznej, dlatego do terenowej systematyki gleb Polski stosuje się uproszczoną klasyfikację pokryw zwietrzelinowych, stanowiących materiały macierzyste dla gleb: 
- Utwory wietrzeniowe, nieprzemieszczone (in situ) — materiał gliniasto-gruzowy gdzie skład mineralny nawiązuje do właściwości skał podłoża.
- Pokrywy stokowe — powstałe poprzez takie procesy jak: soliflukcja, spłukiwanie, spełzywanie, osuwanie, odpadanie, obrywanie. Odbiegają one właściwościami strukturalno-teksturalnymi i składem mineralnym od właściwości podłoża, a ułożenie części szkieletowych wskazuje na przemieszczenie się materiału w dół.
- Pokrywy morenowe dawnych lodowców górskich — materiał blokowy, słabo przesortowany. Skład petrograficzny pokryw nawiązuje do podłoża obszaru zlodowacenia.
- Pokrywy gruzowe (rumowiska skalne) — grubookruchowy (blokowy) materiał skalny, w różnym stopniu wypełniony częściami ziemistymi. Są to reliktowe formy dawnych ruchów masowych oraz efekty współczesnych, katastrofalnych procesów morfogenetycznych[3].

W Polsce wyróżnia się cztery strefy różniące się występującymi powierzchniowymi skałami glebotwórczymi: 
- Sudety i ich przedgórze — w górach występują głównie paleozoiczne skały magmowe i metamorficzne (m.in. granity, gnejsy, łupki krystaliczne), ale też wapienie i piaskowce, zaś na przedgórzu utwory pyłowe. Tworzą się z nich gleby bielicoziemne, rankery (granity, gnejsy), gleby brunatne (łupki metamorficzne, piaskowce) i gleby płowe (pyły).
- Wyżyny środkowopolskie — występują głównie paleozoiczne i mezozoiczne skały osadowe (wapienie, dolomity, kreda, margle), z których tworzą się rędziny.
- Karpaty i Pogórze — góry są zbudowane głównie ze skał fliszowych (naprzemienne warstwy kredowych lub trzeciorzędowych piaskowców i łupków), ale też ze skał magmowych i metamorficznych (Tatry Wysokie i Zachodnie) lub ze skał węglanowych (Pieniński Pas Skałkowy, Tatry Reglowe). Na Pogórzu i w Kotlinach Karpackich zalegają pyły lessopodobne. Powstają z nich, odpowiednio, gleby brunatne; gleby inicjalne, rankery i bielice; rędziny; gleby płowe.
- Niż Polski — występują głównie osady czwartorzędowe. Plejstoceńskie osady polodowcowe, miąższości kilkudziesięciu - stu-kilkudziesięciu metrów, dzielą się na: 1 - osady akumulacji lodowcowej (utwory dennolodowcowe, czołowolodowcowe, zastoiskowe i wodnolodowcowe), 2 - osady akumulacji eolicznej (piaski wydmowe, lessy), 3 - osady akumulacji wodnej (utwory jeziomo-bagienne, rzeczno-jeziome, rzeczne). Osady holoceńskie to aluwia, deluwia i torfy[3][5].